# Roger Laüt
Roger Laüt, né le 30 décembre 1924 à Paris, est un peintre français, essentiellement figuratif, vivant dans les Pyrénées-Atlantiques.

## Biographie
Né à Paris, Roger Laüt passe son enfance à Pau. Il étudie la peinture et le dessin à l'École supérieure des beaux-arts de Toulouse entre 1943 et 1945, puis s'installe à Paris, où il suit des cours d'histoire de l'art à l'École du Louvre. Il s'y initie également au chinois, à l'Institut national des langues et civilisations orientales. Sa vie d'étudiant est perturbée par de longs séjours en sanatorium et en postcure, causés par la tuberculose.
Fixé en 1953 à Pau, il effectue des séjours d'étude en Espagne, en Afrique (Maroc, Mali, Burkina Faso), aux Pays-Bas et à La Réunion. Au cours de sa carrière, il fréquente notamment Jacques Yankel, François Desnoyer, Rudolf Kundera, Raymond Grant et Kenneth White. Il expose à Paris, Nice, Honfleur ou Vichy ; une rétrospective de son œuvre est présentée à Pau en 1979.
Le plus souvent figuratif, le travail de Roger Laüt est d'abord marqué par l'impressionnisme et le cubisme. Utilisant des techniques variées (pastel, monotypes, essence, peinture à l'huile, fusain), il réalise beaucoup de peintures de paysage, de portraits, de natures mortes, de marines et de dessins, mais aussi des compositions géométriques et chromatiques, proches d'une abstraction dédiée au rythme et à la couleur. Il puise ses thèmes d'inspiration dans sa région, les Pyrénées, ainsi que dans les pays où il voyage.
Plusieurs œuvres de Roger Laüt sont aujourd'hui exposées dans des bâtiments ouverts au public. Six de ses toiles sont conservées par le musée des Beaux-Arts de Pau. Certaines sont visibles à la mairie de la même ville. D'autres ont été achetées par l'État français. Une peinture monumentale, Marche vers la Lumière, est enfin disposée dans le chœur de l'église Notre-Dame-de-la-Plaine de Billère,.
Ses dernières expositions ont eu lieu à Pau,, au château de Montaner, et à la Maison carrée de Nay.

## Prix et distinctions
- 1964 : premier prix de peinture des Amis des Arts de Pau.

- 1984 : premier prix de peinture des Amis des Arts de Pau.